# 大通方広経
『大通方広経』（だいつうほうこうきょう）は、具名を『大通方廣懺悔滅罪莊嚴成佛經』（だいつうほうこうさんげめつざいしょうごんじょうぶつきょう）、また『方広滅罪成仏経』（ほうこうめつざいじょうぶつきょう）とも称し、「仏名経」の一つで、全3巻から成っている。

## 概要
『大通方廣經三卷』は、594年(開皇14年)に大興善寺の法経等が編纂した『衆経目録』（法経録）巻第2に初めて「衆経疑惑」の部に記載され、、偽経ではないが、疑惑ある仏典として扱われていた。そのせいか中国では言及されなくなり、大蔵経に入蔵されていない。『大通方広経』は各種大蔵経のうち大正新脩大蔵経の古逸・疑似部にのみ入蔵されているが、それは完本ではなく、敦煌文献、 房山石経、天平写経から収集復元したものである。上巻は仏名の枚挙がかなりの分量を占めるが、中・下巻には、仏名を称することの教理的根拠や具体的実践法を説いている。
十方三世の仏名を称え拝礼することにより罪障が滅却されるという仏名思想の影響を受けたもので、『大通方広経』の巻下に、「仏、文殊師利に告げり。上に説く所の如し。若し人是の方広経典を聞き、及び十方三世の諸仏の名、十二部経、諸大菩薩を聞かば、心に歓喜を生ずること無量にして、信敬し書写し受持し読誦せん。」と説く。
『大通方広懺悔滅罪荘厳成仏経』は隋代の『法経録』（594年成立）に初めて載った経であるが、 陳文帝（在位559～566年）の「大通法広懺文」が『廣弘明集啓福篇序卷第二十八』に掲載されていることからすると、6世紀中ごろには流布していたと推察される。

## 注・出典
1. ↑   内藤龍雄「『法経録』について」印度學佛教學研究 1970年 19巻 1号 p.235-238 pdf。SATデータベースT2146_.55.0123b03:衆經目録卷第二／T2146_.55.0123b04:隋沙門法經等撰
2. ↑   SATデータベースT2146_.55.0126b07:衆經疑惑五 合二十部二十九卷／T2146_.55.0126b21:大通方廣經三卷
3. ↑  『大通方廣懺悔滅罪莊嚴成佛經』SATデータベース(No.2871) in Vol.85
4. ↑  上巻は松本文三郎所蔵の敦煌経模写本。中巻は大谷大学所蔵敦煌写経の、欠損部をオーレル・スタインが持ち帰った敦煌写経断簡S.6382及び房山石経の影印で復元したもの。下巻は知恩院蔵の天平写経（文化財）を収蔵している。
5. ↑  SATデータベース：『大通方廣懺悔滅罪莊嚴成佛經卷上』（T2871_.85.1338c22 - 1345b01）／『大通方廣經卷中』（T2871_.85.1345b05 - 1349a17） 開皇十年十一月二十日清信女董仙妃稽和南十方一切三寶今謹爲亡夫曾雅造此經一部流通供養願亡夫泳此善因遊魂淨土面覩諸佛永雖三途長超八難耳飡法音心悟智忍普共六道同向菩提 ／『大通方廣懺悔滅罪莊嚴成佛經卷下』（T2871_.85.1349a21 - 1355c07）知識數二十七人下寸主水通勢部麿造奉　天平三年十一月十六日奉　此本藏外經也武周刊定僞經目録有此經蓋別本歟按日本靈異記修方廣懺者不少矣夫懺悔者四事五念之一而療三毒之良方也今閲此經以懺法爲主莫有害於義　文久二年壬戌仲夏　佛眼山竺徹定敬題　傳聞文字法身惠命也裝褾此零經者其志尤厚矣哉 元治改元甲子九月 華林山堯款誌
6. ↑  滋野井安*『房山雲居寺石経の一研究』印度學佛教學研究 1979年 27巻 2号 p.598-603 pdf p.598上-599下 （*しげのい しずか、1930 – 2014年）
7. ↑   SATデータベースT2871_.85.1352c22 - T2871_.85.1352c24：佛告文殊師利。如上所説若人聞是方廣經典。及*聞十方三世諸佛名十二部經諸大菩薩。心生歡喜無量。信敬書寫受持讀誦。（*SATデータベースは「反」字に作る）
8. ↑   SATデータベースT2103_.52.0333c07 - 0333c28
9. ↑   SATデータベース T2103_.52.0321b23 - 0335a25:
10. ↑  落合俊典*「中国仏教における疑経：特に『観経』との関わりに於いて」佛教大学総合研究所紀要 1999 (1), 61-79, 1999-03-25、p.75-76（*国際仏教学大学院大学 仏教学研究科 教授）